# Cyclosa maderiana
Cyclosa maderiana là một loài nhện trong họ Araneidae.
Loài này thuộc chi Cyclosa. Cyclosa maderiana được Wladislaus Kulczynski miêu tả năm 1899.